# مارگارت شریدن
مارگارت شریدن (انگلیسی: Margaret Sheridan; زاده ۲۹ اکتبر ۱۹۲۶ – درگذشته ۱ مهٔ ۱۹۸۲) هنرپیشه اهل ایالات متحده آمریکا بود.
از فیلم‌ها یا برنامه‌های تلویزیونی که وی در آن نقش داشته‌است می‌توان به چیزی از دنیای دیگر اشاره کرد.

## مرگ
او  بر اثر سرطان ریه در اورنج کالیفرنیا درگذشت .